# Jupilles
Jupilles é uma comuna francesa na região administrativa do País do Loire, no departamento de Sarthe. Estende-se por uma área de 26.41 km². Em 2010 a comuna tinha 572 habitantes (densidade: 21,7 hab./km²).